# Super Flics (série télévisée, 2008)
Pour les articles homonymes, voir Super flic.
Cet article possède des paronymes, voir Superflic se déchaîne, Superflics en jupons, Les Super-flics de Miami et Petit Papa Noël super flic.
Super flics est une série télévisée policière ivoiro-burkinabé réalisée par Aminata Diallo Glez et coproduite par la société de production burkinabé Jovial Productions et le Bureau des Arts et Communication d'Abidjan. La série comporte trente épisodes de 26 minutes, et a été diffusée à partir de 2008 sur les chaînes publiques burkinabés et ivoiriennes.

## Synopsis
La série raconte l'histoire d’une collaboration entre policiers du Burkina Faso et de Côte d'Ivoire afin de démanteler un réseau de trafiquants. Proxénétisme, drogue, fausse monnaie, faits divers, les affaires ne manquent pas dans le commissariat fictif de Ouagadougou, où Marc et Malika sont les enquêteurs vedettes. Marc est frivole, coureur de jupon et un peu corrompu tandis que sa coéquipière est intègre et consciencieuse.  

## Tournage
Le tournage a eu lieu au Burkina Faso et en Côte d'Ivoire.

## Distribution
- Mouna N'Diaye : Malika
- Alain Hema : Marc
- Aminata Diallo Glez : Oumou
- Rasmane Ouédraogo dit Raso : le commissaire
- Kady Traoré : Timy
- Tiékoumba Dosso : 10%
- Mahimouna Kone : jojo
- Erick Zongo : Idi
- Amélie Wabehi (ou Waoubei) : Cate la bonne
- Abdoulaye Koumboudry : Ousmane
- Adama Dahico : John
- Hubert Kagembega : Éric
- Victoire Zio : Fanta
- Alima Nikiema : Antoinette
- Dieudonné Sawadogo : Abdou
- Gérard Ouedraogo : Gérard
- Achille Hena : Policier 1
- Hilaire Nana : Policier 2
- Athanase Kabre : Chauffeur taxi
- Gustave Sorgho : client taxi
- Abidine Couldiaty : Jo
- Christian Sankara : Gérant kiosque
- Aïda Ouédraogo : Bonne
- Naïmatou Sawadogo : Bonne

## Fiche technique
- Réalisation : Aminata Diallo Glez
- 1er assistant réalisation :
- 2e assistant réalisation :
- Conseillers artistiques : Idrissa Ouédraogo, Kollo Sanou
- Maquillage : Odette Bayala
- Assistante maquillage : Cynthia Hilaire
- Directeur de casting : Alain Hema
- Photographe : Ibrahim Nikiema Paparazzi
- Chefs opérateurs : Charles Baba Gomina, Abdou Badini
- Assistant image : Moussa Ouédraogo
- Ingénieur du son : Ftédéric Kabore
- Assistant son : Armel Kabore
- Chef électricien : Hervé Sawadogo
- Assistant électricien : Issaka Ouédraogo Papy
- Scripte : Alphonse Sanou
- Machiniste : Thierry Kafando
- Chef décor : Malick Boro
- Assistant décor : Fernand Ouédraogo
- Costume : Amed Ouédraogo
- Assistant costume : Augusta Palenfo
- Productrice déléguée : Aminata Diallo Glez
- Directeur de production : Pawebdtaoré Yameogo
- Secrétaire de production : Anick Tougouma
- Chauffeurs : Abdoulaye Belemouisga, Ibrahim Boro, Ibrahim Sakande, Aziz Diabri, Jonathan Kabore
- Montage : Caroline Dubois
- Assistant montage : Julien Ferre
- Montage et montage son : Didier Cattin
- Étalonnage : Romane Pierrat, Stéphane Gognies
- Musique : Bil Aka Kora